# Cohen Collects a Debt
Cohen Collects a Debt è un cortometraggio muto del 1912 diretto da Mack Sennett con Mabel Normand e Ford Sterling.
"Cohen" è "l'ebreo" nella sua versione comica stereotipizzata che dal vaudeville entrò quindi nel cinema. Interpretato volta volta da attori diversi, il personaggio è il protagonista sin dal 1904 di numerosi cortometraggi, dove la caricatura tende talora pericolosamente a sfociare in aperto antisemitismo.

## Produzione
Il film fu prodotto dalla Keystone e venne girato a Malibu, in California, e a New York.

## Distribuzione
Distribuito dalla Mutual Film, uscì nelle sale il 23 settembre 1912 programmato in split reel insieme a un altro cortometraggio di Sennett, The Water Nymph. Fu la prima pellicola distribuita dalla Keystone.